# Kurkihalli, Devadurga
Kurkihalli là một làng thuộc tehsil Devadurga, huyện Raichur, bang Karnataka, Ấn Độ.